# Sonnenspitz (Kochel)
Die Sonnenspitz ist ein 1269 m ü. NHN hoher Berg in den Bayerischen Voralpen. Der nächste Talort ist Kochel am See.
Der Weg zum Gipfel führt zunächst auf der Forststraße und die letzten 270 Höhenmeter auf einem steilen Bergpfad. Die alternative Route am Kienstein mit seiner eindrucksvollen Übungskletterwand vorbei ermöglicht eine Rundtour. Vom Gipfel aus ergibt sich ein schöner Blick auf Kochelsee, Jochberg, Herzogstand und Heimgarten.
Auf dem teilweise bewaldeten Gipfel befindet sich ein kleines hölzernes Gipfelkreuz und eine kleine Aussichtsbank.

## Galerie

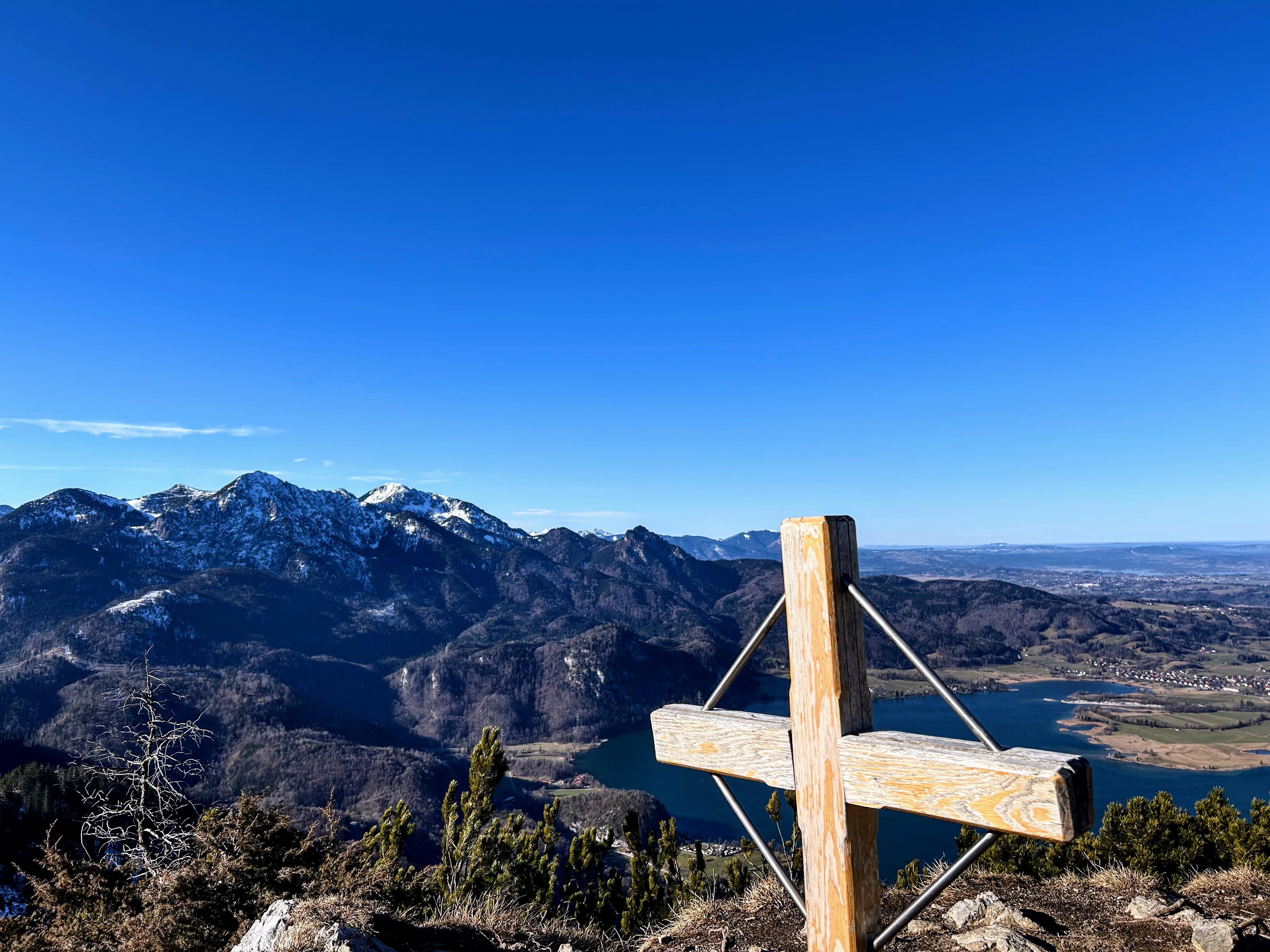
Gipfelkreuz